# لي جونغ جين
لي جونغ جين هو ممثل كوري جنوبي ولد في 25 مايو 1987.